# Jules-Émile Hallier
Jules-Émile Hallier (Anglure, 23 décembre 1868-Nice, 20 août 1945), est un officier de marine français. 

## Biographie
Polytechnicien (octobre 1887), il choisit la marine. Aspirant de 1re classe (octobre 1889), il embarque sur le cuirassé Courbet en Méditerranée puis, enseigne de vaisseau (octobre 1891), passe sur l'aviso-torpilleur Bombe avant d'être envoyé à la défense mobile de Toulon. 
En 1897, il est breveté de l’École des défenses sous-marines et est promu lieutenant de vaisseau en août 1898. Commandant d'un torpilleur de la défense mobile de Tunisie (1903), il est breveté en 1905 de l’École supérieure de marine et commande le torpilleur Sabre en Extrême-Orient en 1906. 
Commandant de la défense fixe de Fort-de-France (1911), capitaine de frégate (janvier 1913), il commande à deux reprises le cuirassé Gueydon durant la Première Guerre mondiale. 
Capitaine de vaisseau (juin 1918), commandant du cuirassé Provence en escadre de Méditerranée (1921), il est promu contre-amiral en mai 1923 et directeur du personnel militaire de la flotte. 
En 1924, il commande la 3e division légère. Vice-amiral (janvier 1927), commandant de la 3e escadre, il est nommé préfet maritime de Bizerte en 1928. 
Membre du Conseil supérieur de la marine (1929), il prend sa retraite en décembre 1930. 

## Récompenses et distinctions
- Chevalier (12 juillet 1904), Officier (24 janvier 1919), Commandeur (11 juillet 1924), Grand-Officier (12 janvier 1929) puis Grand Croix de la Légion d'Honneur (10 octobre 1930).